# Тхота Тхарани
Тота Тарани или Тхота Тхарани (там. தோட்டா தரணி; род. 16 декабря 1949 года, Мадрас, Индия) — индийский художник-постановщик, занятый в индустриях кино на хинди, телугу и тамильском языке. Двукратный лауреат Национальной кинопремии и Filmfare Awards South, а также обладатель четырёх Tamil Nadu State Film Awards. В 2001 году награждён четвёртой по высоте гражданской наградой Индии Падма Шри.

## Биография
Родился в 1949 году в Мадрасе. Его отец, Тхота Венкатешвара Рао, также был художником-постановщиком.
Тарани увлёкся рисованием в двенадцать лет, помогая отцу по работе, а в семнадцать поступил в Государственный колледж искусств и ремесел в Мадрасе. В 1971 году он завершил аспирантуру в области монументальной живописи с отличием. После завершения образования Тарани отправился в Бомбей, где он работал в Sitas Advertising.
В 1976 году получил стипендию от правительства Франции и отправился в Париж, где изучал эстамп под руководством С. У. Хейтера в его школе современной графики «Ателье-17».
Свою карьеру в кино Тарани начал как помощник художника-постановщика, и впоследствии работал во многих южно-индийских фильмах.
Был награждён Национальной кинопремией за фильмы «Герой» (1987) и «Индиец» (1996).
В 2014 году сыграл Свами Чинмаянанда в последние годы жизни в английском документальном фильме Quest.
Семья
- Жена — Сарада Тхарани
- Дочь — Рохини[3]